# Cakchiquel (langue)
Pour les articles homonymes, voir Cakchiquel.
Cet article concerne la langue cakchiquel. Pour le peuple cakchiquel, voir Cakchiquel (groupe ethnique).
Le cakchiquel (en cakchiquel : kaqchikel) est une langue amérindienne faisant partie du groupe quiché-mam de la famille des langues mayas.  Il possède 444 954 locuteurs (recensement de 2002) de langue maternelle dans les hautes terres centrales du Guatemala sur un groupe ethnique de 832 968 âmes.
Il est proche du k'iche' et du tz'utujil.

## Écriture
La langue, comme les autres langues mayas du Guatemala est dotée d'une écriture basée sur l'alphabet latin, dérivée, en partie, de l'orthographe espagnole.

## Phonologie
Les tableaux présent les phonèmes du cakchiquel, avec, à gauche, l'orthographe en usage.

### Voyelles
|         | Antérieure  | Centrale | Postérieure |
| ------- | ----------- | -------- | ----------- |
| Fermée  | i [i] ï [ɪ] | ä [ɨ]    | u [u] ü [ʊ] |
| Moyenne | e [e]       |          | o [o]       |
| Ouverte |             | a [a]    | ö [ɔ]       |

### Consonnes
|               |               | Bilabiale | Alvéolaire | Palatale  | Vélaire | uvulaire | Glottale |
| ------------- | ------------- | --------- | ---------- | --------- | ------- | -------- | -------- |
| Occlusives    | Sourdes       | p [p]     | t [t]      |           | k [k]   | k [q]    | ’ [ʔ]    |
| Occlusives    | Éjectives     |           | tʼ [tʼ]    |           | kʼ [kʼ] | qʼ [qʼ]  |          |
| Occlusives    | Implosives    | bʼ [ɓ]    |            |           |         |          |          |
| Fricatives    | Fricatives    |           | s [s]      | x [ʃ]     |         | j [χ]    |          |
| Affriquées    | Sourdes       |           | tz [t͡s]    | ch [t͡ʃ]   |         |          |          |
| Affriquées    | Éjectives     |           | tzʼ [t͡sʼ]  | chʼ [t͡ʃʼ] |         |          |          |
| Nasales       | Nasales       | m [m]     | n [n]      |           |         |          |          |
| Liquides      | Liquides      |           | l [l]      |           |         |          |          |
| Roulées       | Roulées       |           | r [r]      |           |         |          |          |
| Semi-voyelles | Semi-voyelles | w [w]     |            | y [j]     |         |          |          |